# The Case for Christ
The Case for Christ is een Amerikaanse film die in 2017 uitkwam. De film is gebaseerd op het gelijknamige boek dat in 1998 verscheen van de hand van Lee Strobel. In Nederland verscheen het boek onder de titel Bewijs genoeg... bij Uitgeverij Gideon.  

## Verhaal
De film draait om Lee Strobel, een ambitieuze journalist bij de Chicago Tribune. Hijzelf is overtuigd atheïst, maar zijn vrouw besluit om christen te worden. Strobel is niet blij met het nieuws, omdat hij vreest dat deze keuze zijn vrouw totaal zal veranderen. Hij besluit er alles aan te doen om te bewijzen dat het christelijk geloof niet waar is. 
In die zoektocht bezoekt Strobel experts op verschillende terreinen voor het antwoord op zijn vragen. Zo wil de journalist bijvoorbeeld weten hoe betrouwbaar de manuscripten zijn en of het mogelijk was dat Jezus nog leefde toen hij van het kruis afkwam (waardoor het voor hem mogelijk was om nog aan zijn leerlingen te verschijnen). Aan het einde van de film komt Strobel tot een heel andere conclusie dan hij had verwacht, namelijk dat het christelijk geloof wel waar is. Aan het einde van de film bekeert hij zich daarom tot het christelijk geloof. Daarmee komt er ook een einde tussen de spanningen tussen hem en zijn vrouw die gedurende de hele film een terugkerend thema zijn.  

## Cast
- Mike Vogel als Lee Strobel
- Michael Provost als jonge Lee Strobel
- Erika Christensen als Leslie Strobel
- Kelly Lamor Wilson als jonge Leslie Strobel
- Faye Dunaway als Dr. Roberta Waters
- Robert Forster als Walter Strobel
- Frankie Faison als Joe Dubois
- L. Scott Caldwell als Alfie Davis
- Mike Pniewski als Kenny London
- Tom Nowicki als Dr. Alexander Metherell
- Kevin Sizemore als Dr. Gary Habermas
- Rus Blackwell als Dr. William Lane Craig
- Jordan Cox als Bill Hybels
- Renell Gibbs als James Hicks
- Haley Rosenwasser als Alison Strobel
- Brett Rice als Ray Nelson
- Grant Goodeve als Mr. Cook